# Jefe del Servicio Secreto de Inteligencia
El jefe del Servicio Secreto de Inteligencia se desempeña como jefe del Servicio Secreto de Inteligencia (SIS, también conocido comúnmente como MI6), que forma parte de la comunidad de inteligencia del Reino Unido. El jefe es designado por el secretario de Relaciones Exteriores, a quien reporta directamente. También se hacen informes anuales al primer ministro.
El jefe del Servicio Secreto de Inteligencia suele firmar cartas con una «C» en tinta verde. Esto tiene su origen en la inicial utilizada por el Capitán Sir Mansfield Smith-Cumming, cuando firmó una letra «C» con tinta verde. Desde entonces, el jefe ha sido conocido como «C».

## Historia
Desde 1782 hasta 1909, la inteligencia británica a nivel gubernamental fue gestionada directamente por el Ministerio de Asuntos Exteriores, mientras que el Ejército y la Marina mantenían también sus propias ramas de inteligencia. En 1909, las crecientes tensiones con Alemania llevaron al Comité de Defensa Imperial a recomendar la creación de la Oficina del Servicio Secreto para organizar y dirigir el proceso de recopilación de información y aislar al Ministerio de Asuntos Exteriores de las actividades de espionaje. Una carta del 10 de agosto de 1909 del Director de Inteligencia Naval, Alexander Bethell, al entonces comandante Mansfield Smith-Cumming le ofrecía un «nuevo puesto»: la oportunidad de dirigir la Sección de Asuntos Exteriores de la nueva Oficina del Servicio Secreto. Cumming iba a empezar a desempeñar este cargo el 1 de octubre de 1909, pero los obstáculos burocráticos y de financiación retrasaron el inicio de su trabajo. Su primer día completo en este cargo no fue hasta el 7 de octubre, e incluso entonces, «fue a la oficina y permaneció todo el día, pero no vio a nadie, ni había nada que hacer allí».
El mandato de Cumming como jefe estableció muchas de las tradiciones y símbolos del cargo. Una de las más conocidas es que firmaba los documentos con la inicial «C» en tinta verde, una costumbre que se ha mantenido a lo largo de la historia del servicio. Una tradición que no se mantuvo fue la selección del Jefe entre las filas de la Royal Navy. Aunque tanto Cumming como su sucesor Hugh Sinclair tenían una larga carrera en la Marina, en 1939 se nombró al veterano del Ejército Stewart Menzies en lugar del oficial de la Marina (y candidato preferido de Churchill) Gerard Muirhead-Gould. Se consideraron planes para rotar la selección del Jefe entre las distintas ramas del servicio militar, pero la mayooría de los Jefes posteriores han sido oficiales de inteligencia de carrera.
Aunque la existencia del Servicio Secreto de Inteligencia, y mucho menos de su Jefe, no se reconoció oficialmente hasta 1992, la realidad de esta función fue un secreto a voces durante muchos años. En 1932, Compton MacKenzie fue multado en virtud del Acta de Secretos Oficiales por algunos elementos de su libro Recuerdos griegos. Entre estos delitos, según el Fiscal General Sir Thomas Inskip estaba «revelar la misteriosa consonante por la que se conoce al Jefe del Servicio Secreto». Sin embargo, para el 30 de mayo de 1968, The Times estaba dispuesto a nombrar a Menzies como «antiguo Jefe del Servicio Secreto de Inteligencia» en su obituario. En un debate celebrado en 1989 en la Cámara de los Comunes se enumeraron una serie de publicaciones en las que se había revelado información sobre el Jefe y su organización.
El Acta de Servicios de Inteligencia de 1994 estableció una base estatutaria para el Servicio Secreto de Inteligencia y el cargo de Jefe. Desde entonces, la oficina ha tenido más visibilidad pública, incluido un discurso de John Sawers en 2010, descrito por The Times como «el primero de este tipo». El Jefe sigue siendo el único miembro del Servicio Secreto de Inteligencia cuya identidad se hace pública oficialmente.
Un informe de 2010 reveló que el Jefe del Servicio Secreto de Inteligencia percibía entonces un salario de 169 999 libras.

## Lista de jefes
Los jefes han sido:
| No. | Retrato | Nombre (nacimiento–fallecimiento)                                      | Mandato                | Mandato                  | Mandato            | Ref.   |
| No. | Retrato | Nombre (nacimiento–fallecimiento)                                      | Asumió el cargo        | Deja el cargo            | Tiempo en el cargo | Ref.   |
| --- | ------- | ---------------------------------------------------------------------- | ---------------------- | ------------------------ | ------------------ | ------ |
| 1   |         | Capitán Sir Mansfield Smith-Cumming KCMG, CB (1859–1923)               | 7 de octubre de 1909   | 14 de junio de 1923 †    | 13 años, 250 dias  |        |
| 2   |         | Almirante Sir Hugh Sinclair KCB (1873–1939)                            | 1923                   | 4 de noviembre de 1939 † | 15–16 años         |        |
| 3   |         | General de División Sir Stewart Menzies KCB, KCMG, DSO, MC (1890–1968) | 1939                   | 1952                     | 13–14 años         |        |
| 4   |         | General de División Sir John Sinclair KCMG, CB, OBE (1897–1977)        | 1953                   | 1956                     | 2–3 años           |        |
| 5   |         | Sir Richard White KCMG, KBE (1906–1993)                                | 1956                   | 1968                     | 11–12 años         |        |
| 6   |         | Sir John Rennie KCMG (1914–1981)                                       | 1968                   | 1973                     | 4–5 años           |        |
| 7   |         | Sir Maurice Oldfield GCMG, CBE (1915–1981)                             | 1973                   | 1978                     | 4–5 años           |        |
| 8   |         | Sir Arthur (Dickie) Franks KCMG (1920–2008)                            | 1979                   | 1982                     | 2–3 años           |        |
| 9   |         | Sir Colin Figures KCMG, OBE (1925–2006)                                | 1982                   | 1985                     | 2–3 años           |        |
| 10  |         | Sir Christopher Curwen KCMG (1929–2013)                                | 1985                   | 1989                     | 3–4 años           |        |
| 11  |         | Sir Colin McColl KCMG (born 1932)                                      | 1989                   | 1994                     | 4–5 años           |        |
| 12  |         | Sir David Spedding KCMG, CVO, OBE (1943–2001)                          | 1994                   | 1999                     | 4–5 años           |        |
| 13  |         | Sir Richard Dearlove KCMG, OBE (nacido en 1945)                        | 1999                   | 6 de mayo de 2004        | 4–5 años           |        |
| 14  |         | Sir John Scarlett KCMG, OBE (nacido en 1948)                           | 6 de mayo de 2004      | 1 de noviembre de 2009   | 5 años, 179 días   | [ 14 ] |
| 15  |         | Sir John Sawers GCMG (nacido en 1955)                                  | 1 de noviembre de 2009 | 1 de noviembre de 2014   | 5 años, 0 días     | [ 15 ] |
| 16  |         | Sir Alex Younger KCMG (nacido en 1963)                                 | 1 de noviembre de 2014 | 30 de septiembre de 2020 | 5 años, 334 días   | [ 16 ] |
| 17  |         | Richard Moore CMG (nacido en 1963)                                     | 1 de octubre de 2020   | En el puesto             | 2 años, 116 días   | [ 17 ] |